# Номінальна процентна ставка
У фінансах та економіці номінальна процентна ставка або номінальна ставка відсотка — це одна з двох різних речей:
1. процентна ставка без урахування інфляції (на відміну від ефективної процентної ставки);[1] або,
2. для процентних ставок "як зазначено" без коригування для повного розрухунку (також вказаного, як номінальна річна ставка). Процентна ставка називається номінальною, якщо частота розрахунку (наприклад, місяць) не ідентична базовій одиниці часу, в якій зазначено номінальну ставку (як правило, рік).

## Приклади

### Щомісячне складання
Приклад 1: Номінальна процентна ставка в розмірі 6% складених щомісяця еквівалентна ефективній процентній ставці у 6,17%.
Приклад 2: 6% щорічно розраховується, як 6% / 12 = 0,5% щомісяця. Через рік початковий капітал збільшується на коефіцієнт (1+0.005)12 ≈ 1,0617.